# Шлайнкофер, Йозеф
Йо́зеф Шлайнко́фер (нем. Josef Schleinkofer; 19 марта 1910, Мюнхен — 1984) — немецкий боксёр полулёгкой весовой категории. В первой половине 1930-х годов выступал за сборную Германии: серебряный призёр летних Олимпийских игр в Лос-Анджелесе, двукратный чемпион национального первенства, участник многих международных турниров и матчевых встреч. В период 1935—1937 боксировал на профессиональном уровне, но без особых достижений.

## Биография
Родился в Мюнхене. Активно заниматься боксом начал в раннем детстве, проходил подготовку в местном спортивном клубе TSV 1860 München. Первого серьёзного успеха на ринге добился в 1931 году, когда стал чемпионом Германии среди любителей. Год спустя повторил это достижение и благодаря череде удачных выступлений удостоился права защищать честь страны на летних Олимпийских играх 1932 года в Лос-Анджелесе. На Олимпиаде сумел дойти до финала полулёгкой весовой категории, но в решающем матче проиграл аргентинцу Кармело Робледо.
Получив серебряную олимпийскую медаль, ещё в течение нескольких лет продолжал выходить на ринг в основном составе национальной команды Германии, принимая участие в крупнейших международных турнирах. В этот период неоднократно был участником матчевых встреч со сборными Австрии, Венгрии, Италии, Дании, Испании, Чехословакии, США. В 1935 году решил попробовать себя среди профессионалов, однако профессиональная карьера началась не очень удачно — в трёх первых матчах только одна победа, тогда как два других завершились ничьей. В следующем сезоне немецкий боксёр провёл три победных матча в Бразилии, но затем потерпел поражение в Аргентине и вскоре принял решение покинуть ринг. До конца жизни проживал в родном Мюнхене, умер в 1984 году.